# Marguerite Turner
Pour les articles homonymes, voir Turner.
Marguerite Turner (ou Marie-Marguerite Turner, ou Baillon-Turner), née le 10 avril 1863 à Saintes (Charente-Maritime) et morte le 13 septembre 1936 à Chaville (Hauts-de-Seine), est une peintre française.

## Biographie

### Famille
Descendante de Samuel Turner, cofondateur d'Hennessy et maire de Cognac, Marie Marguerite Turner est la fille de Thomas Edouard Turner, médecin et historien, et de Marie Justine Rosalie Barthe.
Elle épouse à Paris en 1899 Henri André Baillon, alors étudiant en médecine et fils d'Henri Ernest Baillon. Le couple aura trois enfants. Ils divorceront en 1908.

### Formation et carrière
Élève de Félix-Joseph Barrias et de Fernand Pelez, Marguerite Turner se consacre à la figure, au portrait, en dessin et pastel surtout. Elle admire Holbein et Ingres (« La grandeur des admirables dessins d'Holbein, le charme des croquis merveilleux d’Ingres sont tels à mes yeux que la "forme" seule suffit et reste la séduction même. Il me semble que l'art est là »), et parmi ses contemporains apprécie, outre Pelez, Dagnan-Bouveret.
- Elle accroche de 1886 à 1907 au Salon des artistes français[5] et devient sociétaire en 1894 ;
- Elle expose dès 1886 à la Société des amis des arts de Seine-et-Oise et y reçoit en 1887 une deuxième médaille d'argent pour ses portraits au pastel[7] ; elle y expose en 1888 (Lisette, pastel) et en 1890 ;
- Elle expose dès 1886 également à la Société des amis des arts de Seine-et-Oise, et y reçoit en 1887 une deuxième médaille d'argent pour ses portraits au pastel[7] ; elle y fait des envois en 1888 (Lisette, pastel) et en 1890 ;
- Elle est au blanc et noir en 1888 avec trois fusains, et en 1890 (Avant le Menuet)[8] ;
- Elle participe au salon de l'Union des femmes peintres et sculpteurs en 1890 (Premeditazione), 1891 (La Fin du conte), 1892 (Pierrot à l'anémone, fort remarqué par la critique, et étude de femme, pastels)[9], 1894, et 1898 (marines) ;
- Elle réalise trois accrochages à l'étranger en 1893 : sur l’invitation de Sarah Tyson Hallowell, elle fait partie de la délégation des femmes françaises artistes présentées à l’Exposition universelle de Chicago en 1893, regroupées à dessein dans le Women's Building[10],[11] ; la même année, elle expose à Londres, et également au Cercle des femmes peintres de Bruxelles (Printemps (étude de nu), Étude (torse) et Boudeuse)[12] ;
- En 1900 (avec un intérieur, Au travail) et les deux années suivantes, elle expose avec Les XII à la Bodinière, groupe de douze artistes femmes de différentes nationalités, au théâtre de la théâtre de la Bodinière à Paris[13],[14].

Elle est nommée officier d'Académie en 1903.
Sa production diminue après son mariage, interrogée par la critique elle s'en explique dans un style direct (« Depuis (1893) mariage, maladie, ENFANTS ! ! Espère retravailler FERME si ma santé le permet »), et elle ne semble plus exposer après la Première Guerre mondiale.
Jeanne Bourrillon-Tournay réalise son portrait en 1918.
Elle meurt à son domicile, rue Ernest Cadet, Villa les Marguerites, à Chaville le 13 septembre 1936 à l'âge de 73 ans. Peu de ses œuvres sont actuellement connues.

## Œuvres dans les collections publiques
- Musée des Beaux-Arts de Chambéry, Jeune Fille au piano, huile sur toile, 41,5 × 33 cm, 1886.

## Exposition rétrospective
- 2016 : La jeune fille au piano (1886) dans l'exposition Femmes ! Les Silences de la peinture 1848-1914 du musée Fournaise à Chatou[18].

## Galerie

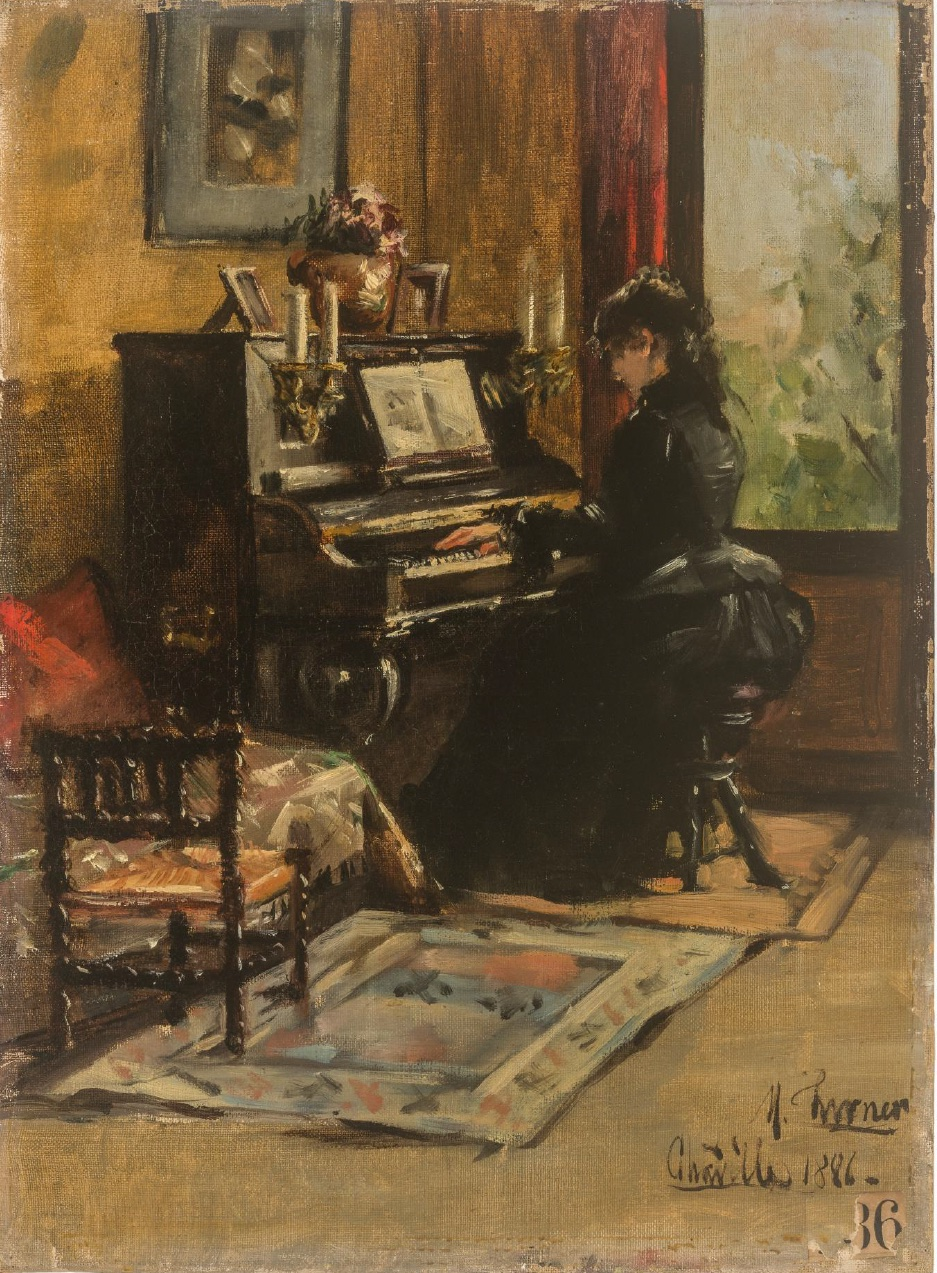
Jeune fille au piano, huile sur toile, 1886.
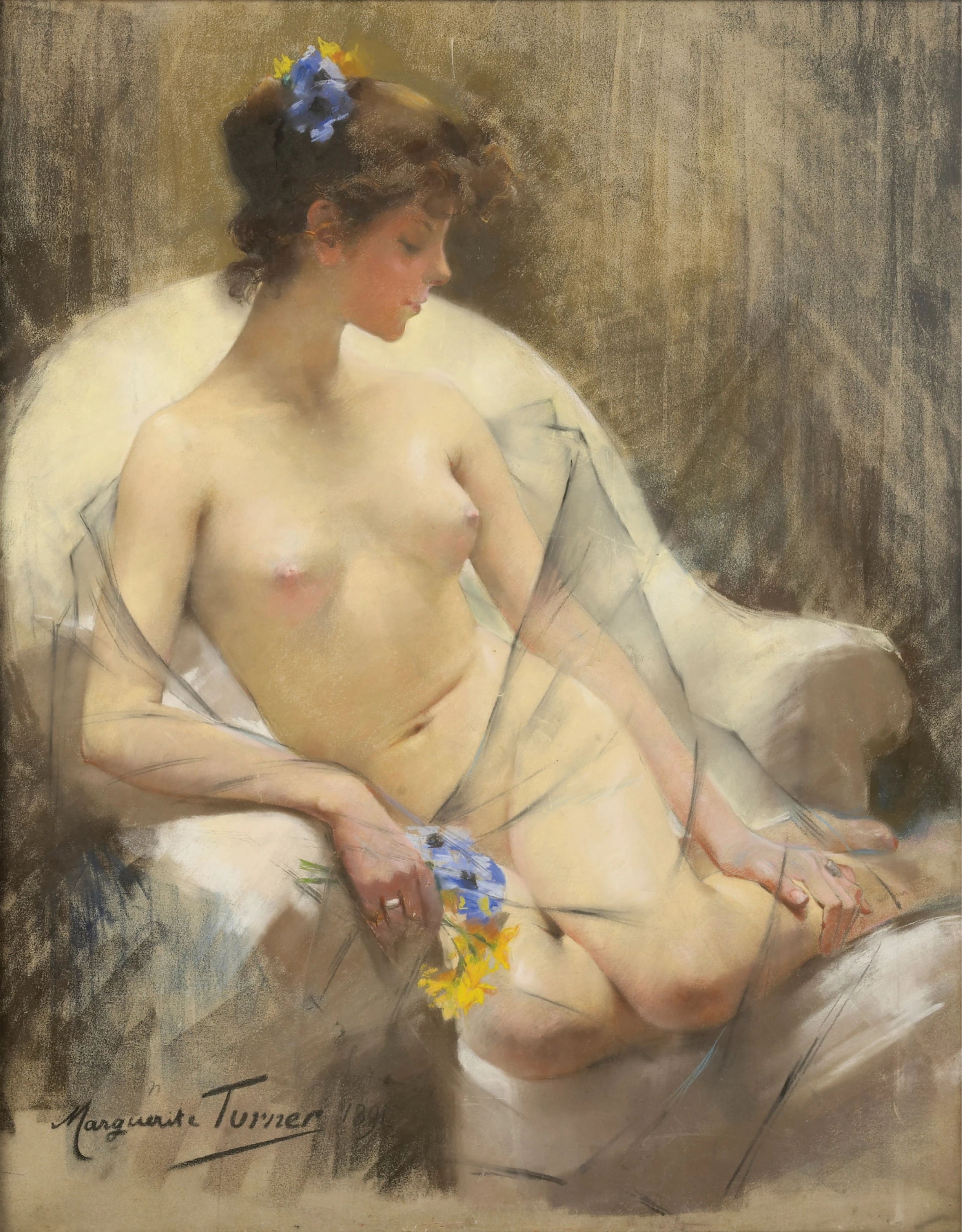
Nu assis dans un fauteuil, pastel sur toile, 1891.
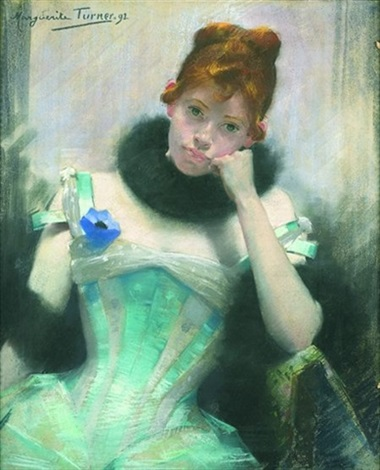
Portrait de jeune femme, 1892.